# Мария Аланска
Вижте пояснителната страница за други личности с името Мария.
Мария, известна повече като Мария Аланска (на гръцки: Μαρία της Αλανίας; на грузински: მართა, მარიამი), е грузинска принцеса и византийска императрица (1071 – 1081), съпруга на императорите Михаил VII Дука и Никифор III Вотаниат.

## Произход и ранни години
Мария, чието истинско име е Марта (на грузински: მართა), е дъщеря на грузинския цар Баграт IV (1027 – 1072) от втората му съпруга Борена Аланска. През 1056 г. Марта е изпратена в Константинопол, където трябва да бъде отгледана и образована под патронажа на императрица Теодора. Императрицата обаче умира същата година и Марта е върната обратно в Грузия.

## Византийска императрица

### Брак с Михаил VII Дука (1065 – 1078)
През 1065 г. Марта е омъжена за Михаил, сина на византийския импеатор Константин X Дука, който по-късно наследява претола на баща си. Във Византия тя остава известна с името Мария Аланска. Мария ражда на Михаил VII един син – Константин Дука.

### Брак с Никифор III Вотаниат (1078 – 1081)
През 1078 г. дворцов преврат детронира Михаил VII, а на негово място се възкачва император Никифор III Вотаниат. За да узакони короната си, Никифор III Вотаниат предлага на Мария да се омъжи за него, в замяна на което новият император обещава да обяви сина ѝ за престолонаследник. Загрижена за наследството на сина си, Мария приема предложението и през същата година се омъжва за узурпатора. Никифор обаче не спазва обещанието си, поради което императрица Мария е сред организаторите на заговора за свалянето му, начело на който застава Алексий Комнин, сочен като предполагаем любовник на императрицта. Заговорът е успешен и Никифор III Вотаниат е принуден да се откаже от властта през 1081 г.

## Борба за престола
След отстраняването на Никифор III Вотаниат за император е коронован самият Алексий Комнин, който признава сина на Мария Аланска за законен престолонаследник. Мария и синът ѝ остават да живеят в импеаторския дворец в Мангана, който ѝ е преотстъпен от новия иператор. Освен това той сгодява дъщеря си Анна Комнина за Константин Дука. По всичко изглежда, че усилията на императрица Мария Аланска да осигури престола на сина си, са щели да бъдат увенчани с упех, ако през 1087 г. не се ражда синът на Алексий I Комнин, бъдещият Йоан II Комнин, което коренно променя положението на Мария Аланска и сина ѝ. Сега, загрижен да осигури престола на собственото си потомство и да закрепи по този начин собствена династия, Алексий I Комнин разтрогва годежа на дъщеря си и Константин и лишава сина на Мария от престолонаследието. Самата Мария Аланска е принудена да се замонаши. Мария Аланска е сред лицата, посветени в заговора на Никифор Диоген срещу Алексий I Комним. Според Анна Комнина заговорнниците се опитали да привлечат бившата императрица към делото си, но тъй като тя не била съгласна с намерението им да убият императора, не взела никакво участие в подготовката на заговора, но и не съобщила нищо за него на властите. Когато по-късно разследването на заговора разкрива, че Мария знаела за него, император Алексий I заповядал тази информация да не се разгласява. 
След смъртта на сина ѝ през 1096 г. на намесата на Мария в политическия живот е сложен окончателен край. След това сведения за нея във византийските източници няма. Вероятно продължила живота си като монахиня, пребивавайки в някой от манастирите край Филипополис, Христополис или в Мала Азия. При разкопки на мансатира „Свети Георги“ край Ленос на планината Папикион в Тракия, чието обновление през втората половина на XI век е платено от Мария Аланска, са открити останки на фрески, изобразяващи нея и сина ѝ Константин, а в един от гробовете край манастирския католикон, в който вероятно е бил погребан синът ѝ, е открит и неин пръстен-печат с надпис Мария Аланска Вотаниатина.
Последното сведение за Мария Аланска е от 1103 г., когато тя присъства на църковния събор в Руис-Урбниси в Грузия, свикан от племенника ѝ Давид IV Строителя. Това заедно с липсата на сведения за живота ѝ във Византия след 1096 г. дава основание да се допуска възможността по някое време Мария Аланска да се е завърнала в родината си и да е прекара остатъка от живота си в Грузия.

## Качества на Мария Аланска
Мария Аланска остава известна със своята красота и образованост.
| „                              | Беше тя висока и стройна като кипарис. Кожата ѝ – бяла, сякаш сняг, а лицето – не с идеално кръгла форма – имаше оттенък на пролетния цъфтеж на роза. Кой измежду людете би описал сиянието на нейните очи? Високо извитите ѝ вежди бяха златисти, а ирисът – син. Ръката на художник нерядко възпроизвежда багрите на цветята, каквито ни носят отделните годишни времена, но чаровете на василисата, обаянието на нейната красота, любезността и приятността на нрава ѝ, види се, бяха недостъпни за описание нито за изобразяване. Апелес или Фидий, или който и да било друг скулптор нивга не са създали подобна статуя. Както говорят, главата на Горгона превръщала в камък всекиго, който я погледнел; затуй пък, ако някой случайно погледнеше или неочаквано срещнеше василисата, оставаше с отворена уста и в безмълвие се заковаваше на място, губейки способност да мисли и чувства. Такава съразмерност на телесните части, такова съответствие между частите и цялото никой не е наблюдавал у жив човек. Това бе одухотворено изваяние, мило за взора на людете, влюбени в прекрасното. Или самата Любов, облечена в плът и слязла в земния мир... | “ |
| Из „Алексиада“ от Анна Комнина | |   |

 Тя поддържа интензивна кореспонденция с охридския архиепископ Теофилакт, известен теолог и философ, за когото се е смятало, че пише своите тълкувания на Йоановото евангелие, вдъхновен от самата императрица.
| „                                                                                            | Възобновяваш всякога с делата си вчовечаването на Бога и показваш, че Той в твое лице става човек, а твоята човешка природа в Неговата се обоготворява. Ти, която към всички се отнасяш снизходително, благоволи да посетиш и мен, който съм същинска земя, и [позволи] да се опия с твоята благост. Ти съживи мене, иначе мъртъв, който всякога съм твой. Като награда за всичко това какво друго по-голямо бих могъл да ти пожелая, освен да не престанеш да проявяваш в себе си божественото тайнство, за да ти бъде същото и подвиг, и награда. | “ |
| Недатирано писмо на Теофилакт Охридски до Мария Аланска, която го посетила, докато бил болен | |   |

Освен това Мария насърчава строителството на грузински манастири на Балканите, най-известен от които е манастирът „Ивирон“ в Света гора атонска. Мария подкрепя и майка си при строежа на манастира „Капата“ на хълма Сион в Йерусалим.